# 타티야나 유마셰바
타티야나 보리소브나 유마셰바(러시아어: Татьяна Борисовна Юмашева; 이전 댜첸코 (Дьяченко); 본명: 옐치나 (Ельцина); 1960년 1월 17일 ~ )는 전 러시아 대통령 보리스 옐친과 나이나 옐치나의 작은 딸이다. 2009년부터 유마셰바는 오스트리아 시민이 되었다.

## 어린 시절과 교육
그녀는 1983년에 모스크바 국립 대학교 계산 수학 및 사이버네틱스 학부를 졸업했다. 그 후 그녀는 살류트 설계국에서 일했으며, 1994년까지 흐루니체프에서 일했다.

## 경력
1996년 옐친은 재선 캠페인이 흔들리자 그녀를 개인 고문으로 임명했다. 뉴욕 타임즈 보도에 따르면 옐친이 쓴 회고록에서는 1996년에 "공산당을 금지하고, 의회를 해산하며, 대통령 선거를 연기하는 것"에 반대하도록 조언했다고 기록되어 있다. 그녀는 1996년 말 옐친이 심장 수술에서 회복하는 동안 특히 영향력이 있었다. 그녀는 "패밀리"로 알려진 소규모 고문 그룹의 핵심이 되었는데, 다른 구성원들(알렉산드르 볼로신과 발렌틴 유마셰프)은 옐친의 친척이 아니었다. 보리스 베레좁스키와 다른 올리가르히들도 종종 이 그룹에 포함되었다.
2000년 그녀의 이름이 부패 수사 중에 거론되었으나, 기소되지는 않았다. 그녀는 옐친이 직접 선택한 후계자인 블라디미르 푸틴의 참모로 남아 있었고, 2000년 선거 운동 동안 그의 핵심 고문이었으나, 푸틴은 그 해 말 그녀를 해고했다.
그녀는 1996년 선거 운동 중 미국 정치 컨설턴트들의 실제 경험을 바탕으로 한 2003년 풍자 코미디 영화 스피닝 보리스에 등장한다.
그녀와 유마셰프는 아버지의 마지막 회고록인 《한밤의 일기(Midnight Diaries)》를 준비하는 데 편집 지원을 했다.

## 사생활
1980년, 옐치나는 동료 모스크바 국립 대학교 학생인 빌렌 아이라토비치 하이룰린과 결혼했다. 1981년 그들은 아들을 낳았다. 그들은 1982년에 이혼했다.
1987년 그녀는 사업가이자 살류트 설계국 출신의 디자이너, 억만장자이며 2008년 푸틴 정부의 조사를 받고 있는 회사인 우랄 에너지의 이사였던 레오니트 유리예비치 댜첸코(알렉세이로 알려짐)와 결혼했다. 1995년 그들은 아들을 낳았고, 2001년에 이혼했다.
2001년, 타티야나는 동료 대통령 고문인 발렌틴 유마셰프와 결혼했으며, 딸을 낳기 위해 런던으로 갔다. 2018년까지 유마셰프는 올레크 데리파스카의 장인이었다.
타티야나는 또 다른 억만장자인 로만 아브라모비치의 가까운 친구이다.
남편과 딸과 함께 그녀는 2009년부터 오스트리아 시민권을 가지고 있다.
2022년 2월 25일, 유마셰바는 러시아의 우크라이나 침공을 비난했다.

## 수상
- 대통령 선거 운동의 조직에 적극적으로 참여한 공로로 러시아 연방 대통령 표창 (1996)[20]

## 같이 보기
- 러시아인 목록